# Ganga (déesse)
Pour les articles homonymes, voir Ganga.
Gangâ (Sanskrit: गङ्गा, Hindi: गंगा) est la déesse du Gange, fille de l'apsarâ Menakâ et d'Himavant, le roi de l'Himalaya. Elle est avec Agni la mère de Kârttikeya - Skanda qui sera appelé par la suite Gangâputra, « Fils de Ganga ». Elle est aussi la mère de huit garçons avec le roi Shantanu mais, lors de leur séparation, elle les noya tous sauf un, Bhîshma.
Elle est l'épouse de Shiva qui la porte dans sa chevelure, par exemple dans sa forme Nataraja. Elle est parfois appelée Bhagîrathî, « descendante de Bhagiratha », car c'est grâce aux ascèses de ce rishi qu'elle descendit sur terre afin de purifier les êtres de leurs péchés.
L'île de Sagar, dans la partie ouest des Sundarbans près de Diamond Harbor à l'embouchure de la Hûglî, le nom du bras du Gange qui coule à Kolkata — située à quelque 130 km de l'île — accueille le pèlerinage de Gangâ Sagar. Là, se trouve un temple dédié à Kapila crédité de la descente du Gange et de tous les bienfaits qui s'ensuivirent.
Le véhicule de la déesse est soit un gavial du Gange (Gavialis gangeticus), soit une créature aquatique, le Makara.

## Légende

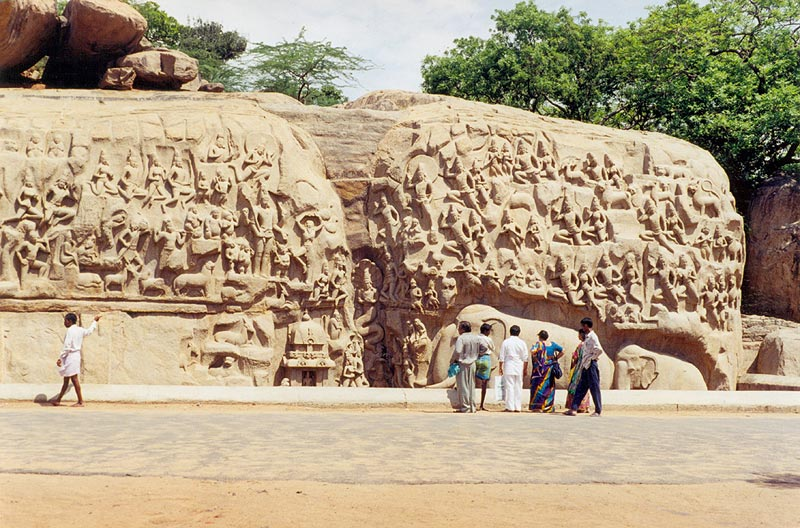
La descente du Gange à Mahâballipuram

Selon la légende, Brahmâ collecta la sueur des pieds de Vishnou pour créer Gangâ ainsi deux fois sanctifiée par le contact de deux dieux. Quelques années plus tard, un roi d'Ayodhya, ancêtre de Râma, nommé Sagar obtint par magie soixante mille fils. Sagar pratiqua 100 fois l'Ashvamedha ou sacrifice du cheval mais, la dernière fois, ce dernier fut volé par le dieu Indra jaloux qui le cacha dans l'ashram du sage mais féroce Kapila Muni. Ne retrouvant pas le cheval, Sagar envoya tous ses fils à sa recherche. Ceux-ci le retrouvèrent auprès de Kapila Muni et l'accusèrent d'être un voleur. Le sage ouvrit alors les yeux pour la première fois depuis de nombreuses années, fixa les soixante mille fils de Sagar qui furent transformés en cendres et leurs fantômes se mirent à errer sur la terre car leurs rites funéraires n'avaient pas été accomplis.
Quand Bhagîratha, un des descendants de Sagar par une deuxième épouse, apprit le destin de ses ancêtres, il fit le vœu de faire descendre Gangâ sur terre de façon à balayer les cendres des fils de Sagar vers les cieux. Bhagiratha pria Brahma qui accéda à sa demande et ordonna à Gangâ de s'exécuter. Gangâ, prise de vanité, estima qu'on lui faisait insulte et décida de balayer la terre entière.
Alarmé, Bhagiratha pria Shiva de briser la force du flot torrentueux de Gangâ qui chuta avec arrogance sur la tête de Shiva. Mais le dieu l'emprisonna dans ses cheveux, ce qui lui vaut l'épithète de Gangâdhara, « porteur de Gangâ », et elle ressortit assagie et trois fois sanctifiée par son contact avec Shiva.

## Représentation oumurti
La déesse Gangâ, fait partie des divinités représentées dans les temples hindous. Elle l'est d'une des façons suivantes :
- les deux déesses fluviales, la Gangâ et son affluent, la Yamunâ, sont généralement représentées à la base des montants de la porte du temple. Dans les temples excavés anciens, elles sont parfois représentées sur les parois latérales de la véranda. Les déesses sont essentiellement caractérisées par leur monture ou vahana. La Gangâ est représentée sur un makara alors que la Yamunâ est représentée sur une tortue. Dans les premiers temps représentées seules, elles sont par la suite accompagnées de petites servantes portant une ombrelle (chatra).

La présence de ces deux divinités à cet emplacement est liée au concept de pureté, la Gangâ purifiant les « péchés ». La présence de la Yamunâ fait référence à la zone où les deux fleuves se rencontrent qui est considérée comme une des zones les plus sacrées (c'est le lieu où a lieu la Kumbha Mela) ;
- la Gangâ est également représentée dans la chevelure de Shiva dans les représentations de la Gaṅgâdharamūrti (« forme qui porte le Gange ») qui fait référence au mythe de sa descente sur terre ;
- elle est enfin représentée dans les mèches virevoltantes des représentations Chola de Shiva Natarâja.

Le plus grand bas-relief au monde, dans le village de Mahaballipuram dans le Tamil Nadu représente le mythe de la chute du Gange.

## Épithètes et noms locaux
Gangâ reçoit un certain nombre d'épithètes : Amartyanadi, Mandâkinî, Tripathagâ, Bhâgîrathî, Kirâtî, Devabhûti, Khâpagâ, Harashekarâ (crête de Shiva), Mahâbhadrâ... Le terme de Gangâ lui-même est utilisé pour qualifier tous les cours d'eau indiens qui sont considérés comme sacrés.
En thaï, elle s'appelle คงคา (Khongka) et plus précisément พระแม่คงคา (Phra mae Khongka) lorsqu'il s'agit de la déesse, en chinois 恒河 (Héng hé).

## Source
- Louis Frédéric, Dictionnaire de la civilisation indienne, Robert Laffont, 1987, 1276 p. (ISBN 2-221-01258-5)
- Christine Devin : La légende de la descente du Gange coll. "Contes et légendes de l’Inde", 2020, Éd. Discovery Publisher;  (ISBN 978-1788943710)